# Přerov nad Labem
Přerov nad Labem (tyska: Prerow an der Elbe) är en ort i Böhmen i Tjeckien med 1 113 invånare (2007). Orten ligger cirka 176 meter över havet.

## Galleri

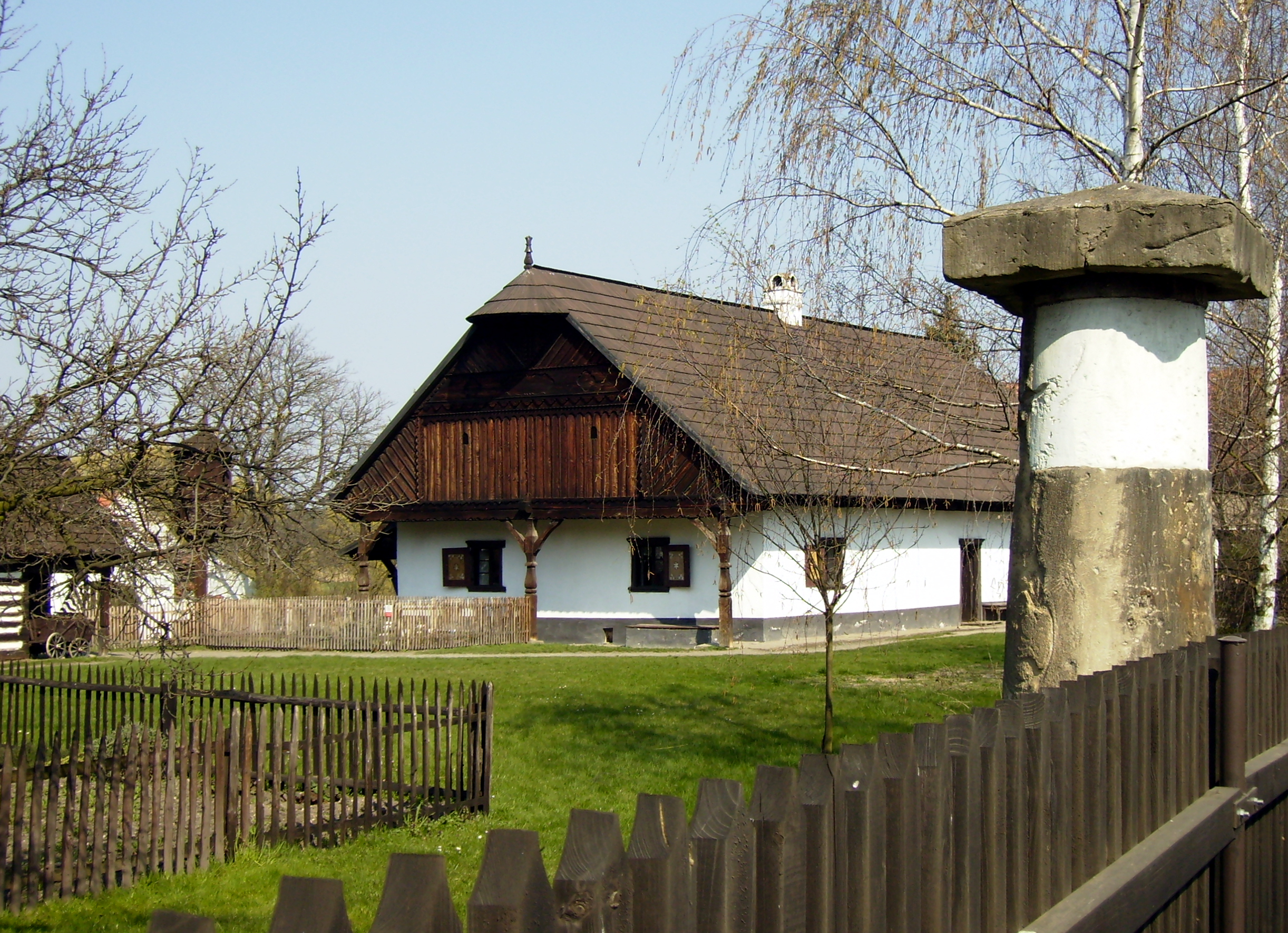
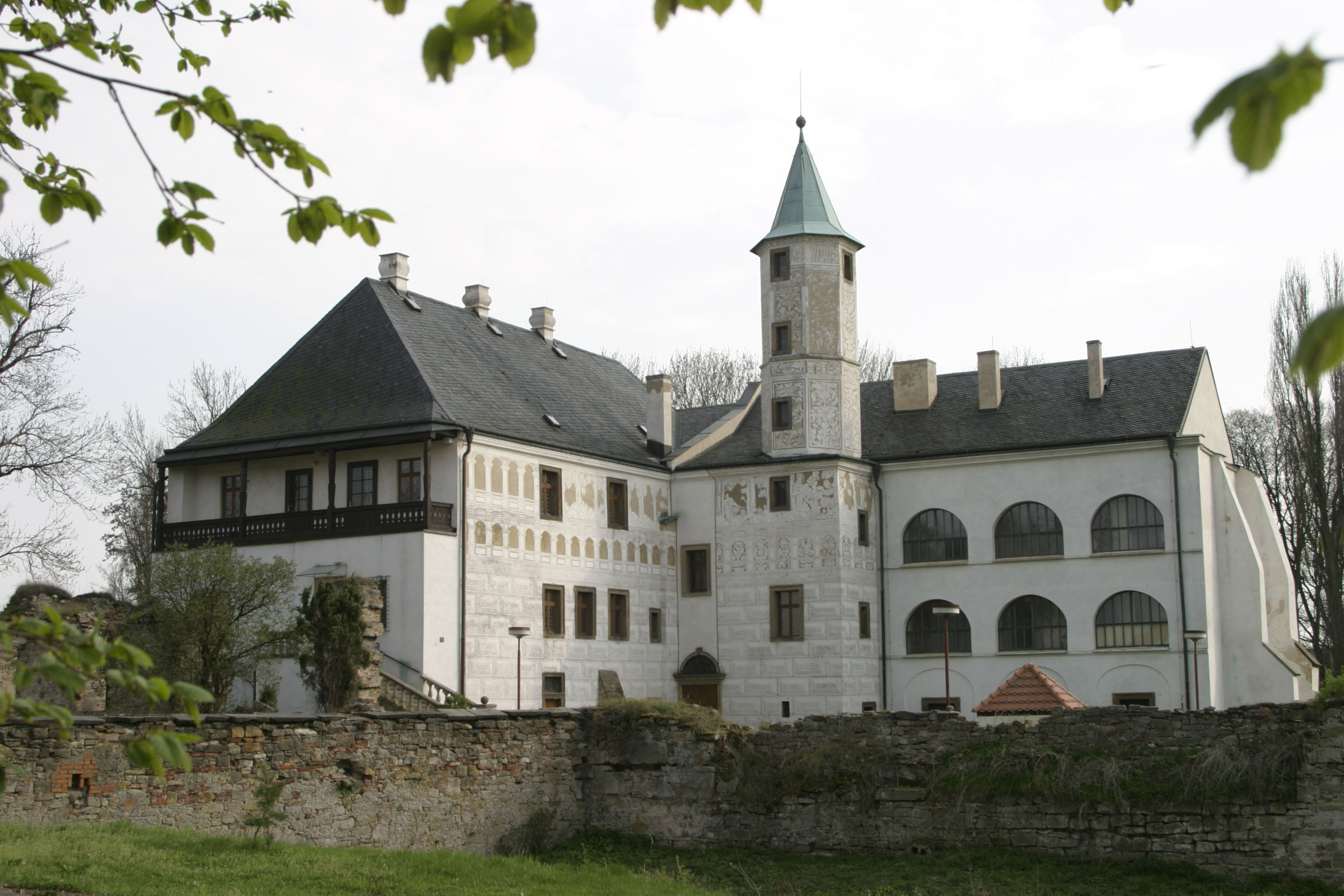
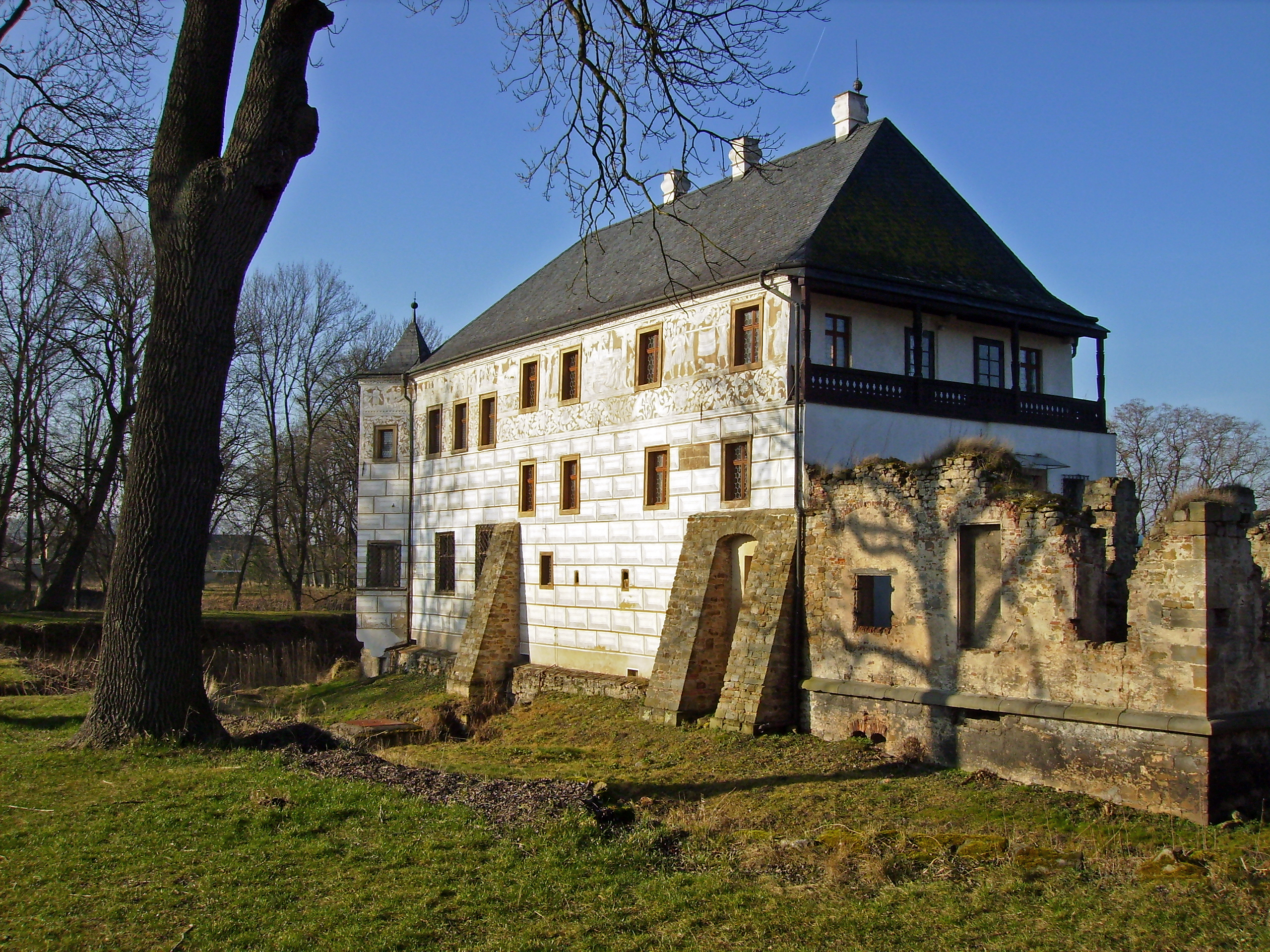
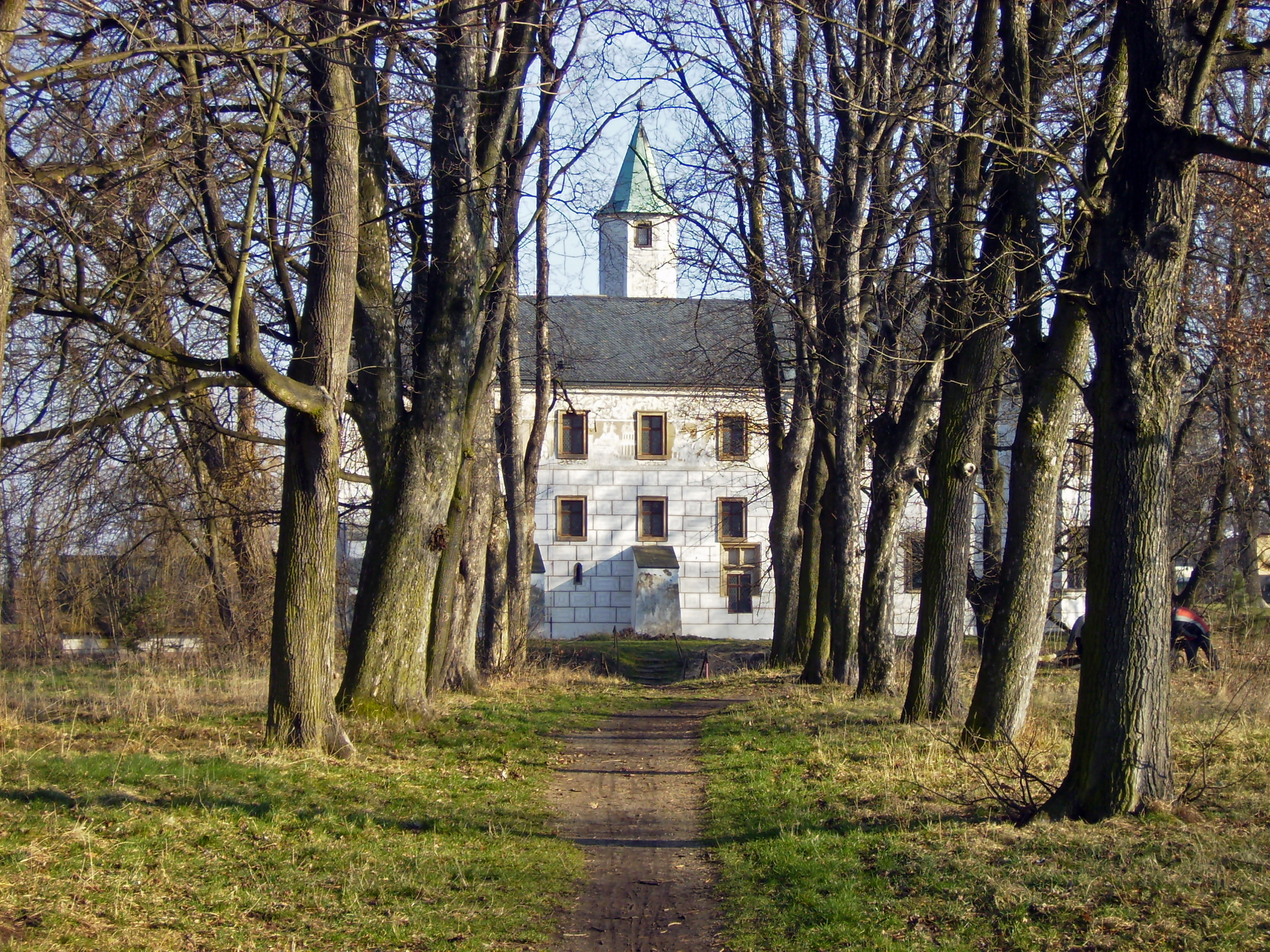
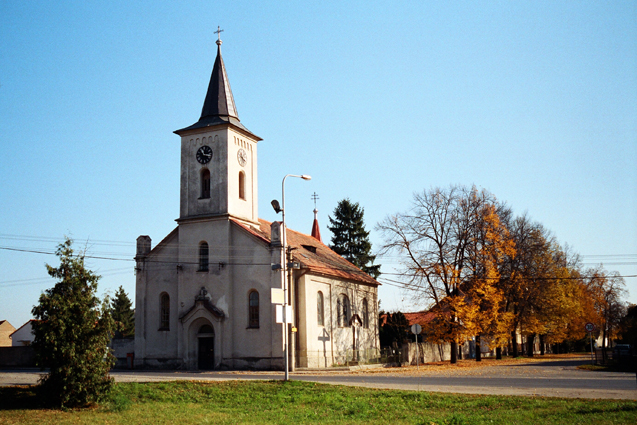
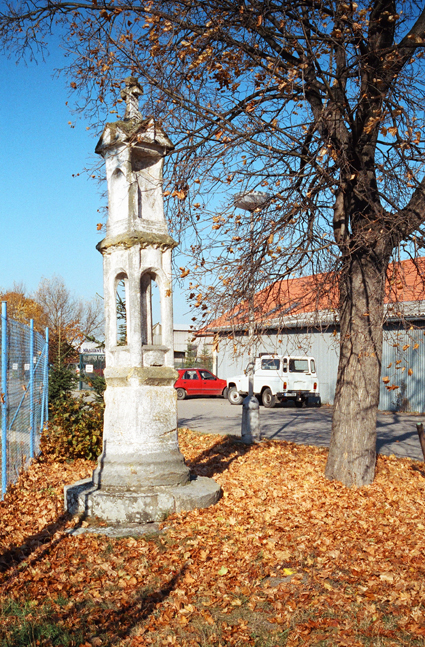
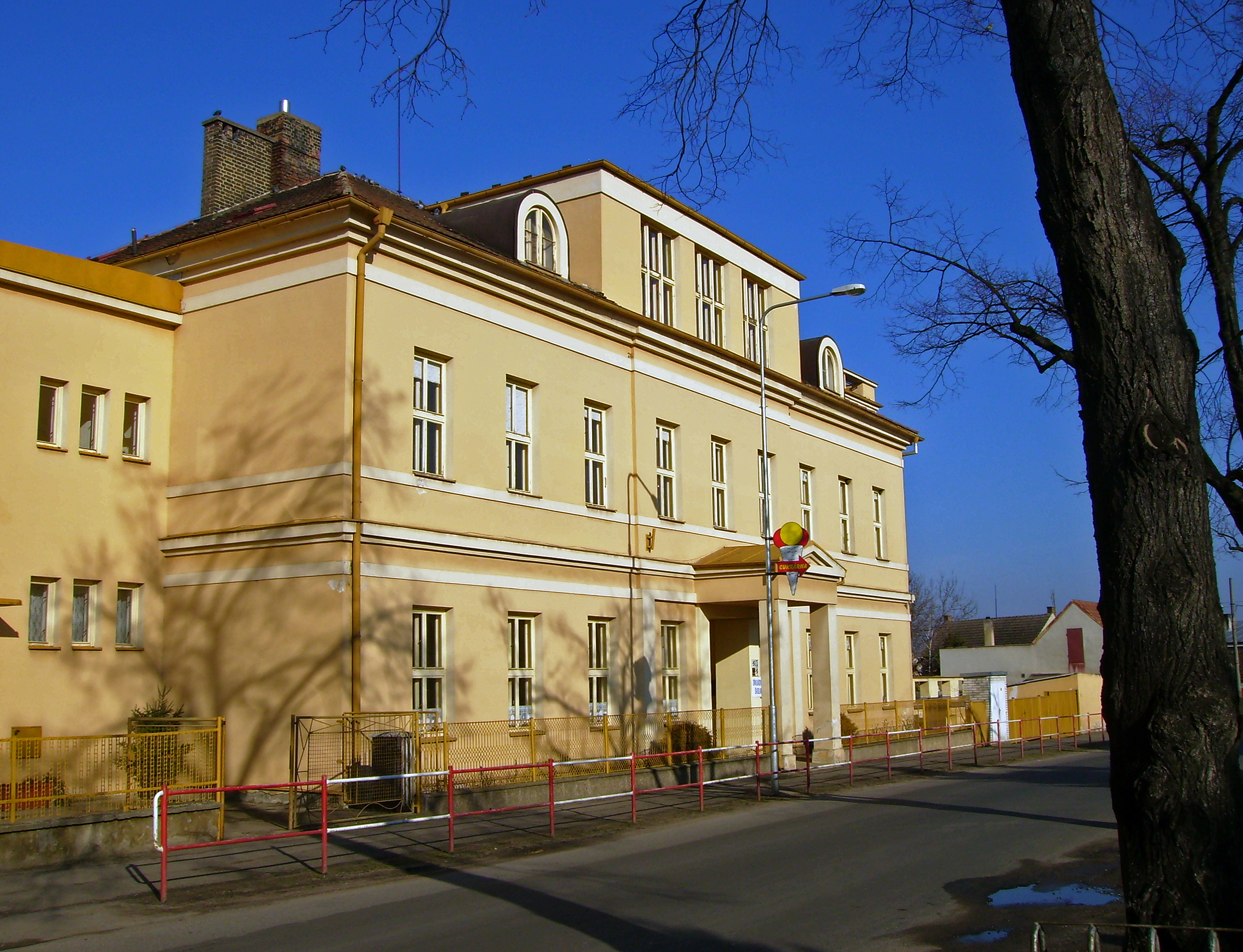